# Taniec jazzowy
Taniec jazzowy – (jazz dance) styl tańca zapoczątkowany na przełomie XIX i XX wieku, przez afrykańskich niewolników. Jest gatunkiem zawierającym w sobie elementy baletu, tańca modern oraz tańca akrobatycznego, więc w żaden sposób nie ogranicza wyobraźni pedagoga. Podstawą są w nim jedynie dwa elementy: rytm i policentryzm. Jest to trudna technika tańca, wymagająca rozciągniętego ciała i siły

## Historia
Korzenie tańca jazzowego sięgają końca XIX wieku, wtedy to właśnie afrykańscy obywatele Ameryki zaczęli tworzyć podwaliny dzisiejszego jazzu.  Na deskach teatru ciągle dominował balet nie pozostawiając nowym gatunkom tańca szans na rozwijanie się.  Jak się okazało, ludzie z wielkim zachwytem przyjęli nowy gatunek tańca pozwalający na większą swobodę ruchu i ekspresji a także improwizacji. Wraz z upływem czasu taniec rozszerzał swoją popularność i rozwijał się tworząc nowe rozgałęzienia.

## Technika
Taniec jazzowy jest oparty na policentryzmie i izolacjach. Izolacją nazywamy niezależne poruszanie poszczególną częścią ciała, co jest naturalną rzeczą dla ludzi o afrykańskim pochodzeniu, natomiast europejczycy zawsze traktowali ciało jako całość, więc przez długi czas nie potrafili przyswoić tej zasady.  Taniec jazzowy sprawia ogólne wrażenie tańca „lekkiego i niezależnego” tak jak taniec współczesny czy modern dance, lecz zaraz po balecie jazz jest jedną z najtrudniejszych technik tanecznych i wymaga wielkiej pracy tancerza.
Taniec jazzowy można zobaczyć na deskach teatru, gdzie spotykane są spektakle typowo jazzowe. Tancerze występują zazwyczaj w tunikach i boso lub w tzw. jazzówkach, czyli butach nieograniczających ruchu stopy i pozwalających na swobodne pointy.
W miarę upływu czasu powstało kilka odłamów tańca jazzowego: lirycal jazz, latin jazz, modern jazz.